# Carex yunnanensis
Carex yunnanensis är en halvgräsart som beskrevs av Adrien René Franchet. Carex yunnanensis ingår i släktet starrar, och familjen halvgräs. Inga underarter finns listade i Catalogue of Life.